# Eugène Chavant
Eugène Chavant, né le 12 février 1894 à Colombe (Isère), mort le 28 janvier 1969 à Grenoble, est un militant socialiste, résistant français, Compagnon de la Libération.

## Biographie

### Participation à la Première Guerre mondiale
Mécanicien de formation, il étudie en Isère avant de partir pour travailler aux établissements Neyret-Beylier comme ouvrier, tout en suivant les cours par correspondance de l'école du Génie civil qui lui permettent de devenir agent de maîtrise. En février 1912, il s’engage pour trois ans au 11e Dragon, puis est affecté à sa demande au 20e Bataillon de chasseurs en janvier 1917. Sergent et chef de section, il est gazé près de Soissons en 1918 et refuse de quitter le front. À la fin de la guerre, il est titulaire de la médaille militaire, de la Croix de guerre et de quatre citations. Cette expérience combattante le marque profondément : en 1967 encore, il déclarait à Paul Dreyfus que « toute la Résistance, ça ne vaut pas huit jours de Verdun ».

### Carrière politique pendant l'entre-deux-guerres
Chavant reprend son métier de mécanicien après être démobilisé en août 1919. En étant militant SFIO, il se présente aux élections municipales de Saint-Martin-d'Hères, localisé près de Grenoble, et il est ensuite élu conseiller municipal socialiste 10 ans après sa démobilisation, en 1929.
Il est réélu en 1935, et il devient premier adjoint au maire : Alexis Jourdan. Il devient le maire de la commune après la démission de Jourdan. Il quitte alors l'usine où il travaillait et devient propriétaire d'un café à Grenoble.
En février 1941, Chavant est démis de ses fonctions de maire par le gouvernement de Vichy.

### Engagement dans la Résistance
Pendant la Seconde Guerre mondiale, combattant de l'ombre, il s'impose grâce à son courage, ses vues claires et ses conseils pertinents. Il participe au mouvement Franc-Tireur en 1942 sous le pseudonyme de Clément, et il devient ainsi le chef civil du maquis du Vercors. Son attitude est celle d'un vrai chef en contrôlant toute la maintenance de la Résistance (ravitaillement, transport, sécurité, parachutages…).

#### Chef civil du maquis du Vercors
Il participe en 1941 à une réunion clandestine de socialistes résistants, en présence du docteur Léon Martin, qui était l'ancien maire de Grenoble, et de Aimé Pupin. Eugène Chavant prend donc part à la diffusion du journal clandestin du parti socialiste, Le Populaire, et entre dans le mouvement Franc-Tireur au printemps de 1942.
En septembre 1943, après l'arrestation d'Aimé Pupin, premier chef civil du Maquis du Vercors, Eugène Chavant est choisi par ses camarades pour le remplacer, alors que le commandant Le Ray en est le chef militaire.
En mai 1944, après une première tentative infructueuse, "Clément", via la Corse, se rend à Alger pour s'enquérir des chances de mise en application du plan "Montagnards" mis au point dès 1941 par Pierre Dalloz et Jean Prévost qui prévoit d'utiliser le plateau du Vercors comme point de parachutage massif de troupes et matériels aéroportés afin de couper la retraite des Allemands en cas de débarquement en Provence. Ce plan ayant obtenu en 1943 l'accord de Jean Moulin et du général Charles Delestraint, chef de l'Armée secrète (AS), Chavant rencontre le 29 mai 1944 à Alger le lieutenant-colonel Constans chef du Service Action à la Direction Technique de la DGSS.

#### Soulèvement du maquis du Vercors
De retour en France par une opération aérienne, il participe activement à la mobilisation du Vercors ; il assure, lors des combats des 15 et 16 juin qui se déroulent à Saint-Nizier, le ravitaillement en vivres et en munitions des survivants.
Le 3 juillet 1944, puis le 14, il proclame la République du Vercors. Mais devant les attaques allemandes, s'estimant abandonné, il critique Alger sans hésiter, à la veille du débarquement pour leur dire « Alors quoi ?, est-ce que vous vous moquez de nous ? ».
Le 14 juillet, sous les bombardements, il réussit l'évacuation des femmes et des enfants de Vassieux-en-Vercors. Le 21 juillet, lorsque deux divisions allemandes se lancent à l'assaut du Vercors, et que 400 parachutistes envahissent le plateau de Vassieux-en-Vercors et les hameaux environnants, Chavant envoie à Londres le télégramme suivant : « Si aucune aide, population et nous jugerons Alger des criminels et des lâches. Je répète : des criminels et lâches. »
Malheureusement deux jours plus tard, les Allemands réussissaient à déboucher sur le plateau et à percer les défenses des maquisards.

### Président de l'amicale des Pionniers et des combattants volontaires du Vercors
Membre du comité départemental de Libération de l'Isère, Eugène Chavant est nommé maire de Saint-Martin-d'Hères en septembre 1944. À la Libération, on lui propose le poste de préfet qu'il refuse. Il préfère se retirer dans une retraite digne et triste avec le sentiment d'avoir été abandonné par les Alliés, ce qui augmente encore son prestige.
Le 5 novembre 1944, lors de sa première visite à Grenoble libéré, le général de Gaulle remet la Croix de la Libération à Eugène Chavant.
Après la guerre, il démissionne de son mandat de maire et se consacre à l'Amicale des Pionniers et des Combattants volontaires du Vercors dont il est le président fondateur.
Eugène Chavant est décédé le 28 janvier 1969 à Grenoble. Chavant est inhumé dans la nécropole de Saint-Nizier-du-Moucherotte, Mémorial du Vercors (Isère), près de son camarade résistant, chef militaire du plateau du Vercors, François Huet.

### Hommages et distinctions
- Commandeur de la Légion d'honneur
- Compagnon de la Libération par le général de Gaulle, le 20 novembre 1944[4]
- Commandeur de l'ordre national du Mérite
- Médaille militaire
- Croix de guerre 1914–1918 (3 citations)
- Croix de guerre 1939–1945
- Médaille de la Résistance française par décret du 14 juin 1946[5]
- À Grenoble :
  - une place porte son nom;
  - une station de tramway porte son nom à proximité d'un monument à sa mémoire;
  - un cinéma multiplexe s'appelle Pathé Chavant.

- À Bourg-lès-Valence : une rue porte son nom.
- À Saint-Martin-d'Hères : une rue porte son nom.

- À Bourg-de-Péage, une avenue porte son nom.